# Kacuta Takamoto
Kacuta Takamoto (japánul: 勝田貴元, Nagoja, 1993. március 17. –) japán autóversenyző, aki jelenleg a Toyota csapatának autóversenyzője a rali-világbajnokságon.

### 2015–2016: Korai évek a Mäkinen Racinggel
Katsuta a pályafutása kezdetén néhány ralin vett részt a Mäkinenn Racinggel, miközben teljes felkészülést kapott Finnországban Mäkinen által. Katsuta első ralijait a Tommi Mäkinen Racinggel teljesítette helyi finn és lett versenyeken, egy Subaru Impreza WRX-szel. 
2016-tól kezdődően Katsuta egy nagyon tapasztalt navigátorral, Daniel Barritt-tel versenyzett. Katsuta komolyabb sikereket nem ért el a helyi finn ralikon, első komolyabb versenyét egy Ford Fiesta R5-tel teljesítette az észt ralin, amely az első nagyobb hosszú távú versenye volt FIA által homologizált négykerék-meghajtású gépekkel. Ez volt az első rajtja a Rally Európa-bajnokságon is. A verseny második szakaszában történt baleset után nem sikerült befejeznie a versenyt. Ennek ellenére Mäkinen elindította Katsutát és Hiroki Arait első rali-világbajnoki futamukra Finnországban, a WRC-2 osztályban. Katsuta a versenyen a 12. helyen végzett a kategóriájában, tizenhat perccel lemaradva a kategóriagyőztes mögött.

### 2017
2017-től kezdődően Katsuta már több versenyen vett részt a rali-világbajnokságon, melyen a WRC-2 kategóriában inudlt. Ebben a szezonban Marko Salminen partnere volt. A két pilóta kevés sikert ért el, de Katsuta nevet szerzett magának, amikor dobogós helyezést ért el kategóriájában a Szardínia-ralin.

### 2018
Miután Katsuta 2017-ben több versenyen indult, 2018-ban újabb sikereket ért el. Az Arctic Lapland Rallyn, Finnország egyik legnagyobb helyi raliján, egy 3. hellyel kezdte a szezont a kategória összetettben. Majd a Svéd Ralin, miután a 19 gyorsasági szakaszból 10-et megnyert, Katsuta megnyerte a WRC-2-es kategóriáját, és összesítésben a 11. helyen végzett, mindndössze 4,5 másodperccel előzte meg a Škoda gyári pilótáját és akkori WRC-2 bajnokát Pontus Tidemandot. A meglepetéssikert követően Katsuta és csapattársa, Hiroki Arai több európai WRC-versenyen indult, de nem érték el a svédországi sikerek szintjét.

### 2019
A 2018-as szezon vége felé a Toyota bejelentette szándékát, hogy Katsuta a 2020-as szezont egy WRC autóval teljesíthesse. 2019-ben a Tommi Mäkinen Racing színeiben versenyzett a WRC-2 osztályban. Korábbi navigátora Daniel Barritt két Elfyn Evansszel visszatért Katsuta mellé a szezonra. Katsuta első Toyota Yaris WRC-vel való indulása az SM-Itäralli volt, a finn bajnokság egyik futama, ahol lenyűgöző győzelemmel zárta a versenyt. Katsuta Chilében megnyerte a WRC-2-es versenyt, de ezután három ralin sem ért célba, így végül a 8. helyen zárta a szezont. Első WRC-s fellépése a Toyota Yaris WRC-vel a német ralin volt, ahol problémamentesen autózott, és végül a 10. helyen végzett. Katalóniában újabb lehetőséget kapott a top kategóriában, de szombaton sebességváltó probléma merült fel az autójában, ami több mint 50 perces veszteséget szenvedett, ami a késői rajt miatt további büntetést eredményezett.

### Pályaversenyzői karrier
| Szezon | Széria                          | Csapat              | Versenyek | Győzelmek | Pole-pozíciók | Leggyorsabb körök | Dobogó | Pontok | Helyezés |
| ------ | ------------------------------- | ------------------- | --------- | --------- | ------------- | ----------------- | ------ | ------ | -------- |
| 2010   | Formula Challenge Japan         | Luck                | 11        | 0         | 0             | 0                 | 1      | 8      | 8th      |
| 2011   | Formula Challenge Japan         | LUCK FTRS           | 13        | 5         | 0             | 5                 | 9      | 78     | 1.       |
| 2012   | Japanese Formula 3 Championship | Petronas Team TOM'S | 15        | 0         | 0             | 0                 | 0      | 3      | 9.       |
| 2013   | Japanese Formula 3 Championship | Petronas Team TOM'S | 14        | 2         | 1             | 2                 | 10     | 80     | 2.       |
| 2014   | Japanese Formula 3 Championship | Petronas Team TOM'S | 15        | 2         | 1             | 3                 | 10     | 80     | 4.       |

### Rali-világbajnokság
| Év   | Csapat                  | Autó                   | 1      | 2      | 3      | 4      | 5      | 6      | 7      | 8      | 9      | 10     | 11     | 12     | 13     | 14    | Helyezés | Pont |
| ---- | ----------------------- | ---------------------- | ------ | ------ | ------ | ------ | ------ | ------ | ------ | ------ | ------ | ------ | ------ | ------ | ------ | ----- | -------- | ---- |
| 2016 | Tommi Mäkinen Racing    | Ford Fiesta R5         | MON    | SWE    | MEX    | ARG    | POR    | ITA    | POL    | FIN 27 | GER    | CHN C  | FRA    | ESP    | GBR    | AUS   | -        | 0    |
| 2017 | Tommi Mäkinen Racing    | Ford Fiesta R5         | MON    | SWE 22 | MEX    | FRA    | ARG    | POR 36 | ITA 14 | POL    | FIN Ki | GER    | ESP 51 | GBR    | AUS    |       | -        | 0    |
| 2018 | Tommi Mäkinen Racing    | Ford Fiesta R5         | MON    | SWE 11 | MEX    | FRA 35 | ARG    | POR 26 | ITA Ki | FIN Ki | GER    | TUR    | GBR    | ESP 24 | AUS    |       | -        | 0    |
| 2019 | Tommi Mäkinen Racing    | Ford Fiesta R5         | MON 13 | SWE Ki | MEX    | FRA 14 | ARG 16 | CHL 14 | POR 21 | ITA Ki |        |        |        |        |        |       | 25.      | 1    |
| 2019 | Tommi Mäkinen Racing    | Ford Fiesta R5 Mk. II  |        |        |        |        |        |        |        |        | FIN Ki |        | TUR    | GBR 14 |        | AUS T | 25.      | 1    |
| 2019 | Tommi Mäkinen Racing    | Toyota Yaris WRC       |        |        |        |        |        |        |        |        |        | GER 10 |        |        | ESP 39 |       | 25.      | 1    |
| 2020 | Toyota Gazoo Racing WRT | Toyota Yaris WRC       | MON 7  | SWE 9  | MEX    | EST Ki | TUR    | ITA Ki | MNZ 20 |        |        |        |        |        |        |       | 13.      | 13   |
| 2021 | Toyota Gazoo Racing WRT | Toyota Yaris WRC       | MON 6  | ARC 6  | CRO 6  | POR 4  | ITA 4  | KEN 2  | EST Ki | BEL Ki | GRE Vi | FIN 37 | ESP 40 | MNZ 7  |        |       | 7.       | 78   |
| 2022 | Toyota Gazoo Racing WRT | Toyota GR Yaris Rally1 | MON 8  | SWE 4  | CRO 6  | POR 4  | ITA 6  | KEN 3  | EST 5  | FIN 6  | BEL 5  | GRE 6  | NZL Ki | ESP 7  | JPN 3  |       | 5.       | 122  |
| 2023 | Toyota Gazoo Racing WRT | Toyota GR Yaris Rally1 | MON 6  | SWE Ki | MEX 23 | CRO 6  | POR 33 | ITA 40 | KEN 4  | EST 7  | FIN 3  | GRE 6  | CHL 5  | EUR 5  | JPN 5  |       | 7.       | 101  |
| 2024 | Toyota Gazoo Racing WRT | Toyota GR Yaris Rally1 | MON 7  | SWE 45 | KEN 2  | CRO 5  | POR 29 | ITA 35 | POL 8  | LAT 6  | FIN 41 | GRE 30 | CHL Vi | EUR 4  | JPN 4  |       | 6.       | 116  |
| 2025 | Toyota Gazoo Racing WRT | Toyota GR Yaris Rally1 | MON Ki | SWE 2  | KEN Ki | ESP 4  | POR 5  | ITA 5  | GRE 30 | EST Ki | FIN 2  | PAR    | CHL    | EUR    | JPN    | SAU   | 6.*      | 87*  |

* A jelenleg is zajlik.